# Chains on You
"Chains on You" é uma canção da cantora greco-arménia Athena Manoukian. A música iria representar a Arménia no Festival Eurovisão da Canção de 2020, o que acabou por não acontecer devido à pandemia de COVID-19. A música foi lançada como download digital a 14 de fevereiro de 2020. A música é influenciada por R&B e hip-hop e fala sobre individualismo, empoderamento e sexualidade.

## Canção e Inspiração
As influências de hip hop e R&B na música foram um afastamento completo do antigo estilo de dance-pop de Athena, visto em "XO", há cinco anos. A música apresenta dois versos de rap com um refrão subsequente, um pré-refrão cantado em duas partes e um outro refrão curto, no qual ela canta "Chains on, chains on you/ I'ma put them, boy/Chains on, chains on you" duas vezes. Numa entrevista com William Lee Adams do Wiwibloggs antes do Depi Evratesil, a cantora afirmou que não estava a pensar nisso como uma música para a Eurovisão, mas quis arriscar na mesma. Athena também afirmou na mesma entrevista que a inspiração e a decisão de mudar de género foram espontâneas e que ela queria uma "vibe forte", e também disse que escreveu a base da letra no autocarro em meia hora e trabalhou nela com seu produtor DJ Paco em mais 2 horas. Athena comentou que queria misturar "um estilo arménio com uma vibes americanas e britânicas" e teve várias inspirações, que, segundo ela, "ajudaram-na a melhorar como artista".

## Festival Eurovisão da Canção
A música representaria a Arménia no Festival Eurovisão da Canção de 2020, após a vitória de Athena Manoukian no Depi Evratesil, a competição musical que seleciona os concorrentes arménios para o Festival Eurovisão da Canção. A música obteve 118 de 120 pontos do júri. A Arménia iria atuar na 2.ª semifinal, no dia 14 de maio de 2020 na segunda metade do show. Entretanto, a 18 de março de 2020, foi anunciado que o evento seria cancelado devido à pandemia de coronavírus de 2019-20 . Durante a transmissão do Eurovision Song Celebration, no YouTube a 14 de maio daquele ano, foi revelado que a música teria sido apresentada em 14.º lugar entre 18 músicas, depois da entrada da Finlândia e antes de Portugal. Foi a penúltima entrada de 2020 a ser exibida no Eurovision: Europe Shine a Light, com apenas a entrada do anfitrião exibida posteriormente. 